# Kjell Lauri
Kjell Lauri (* 29. Juni 1956; † 11. August 2023) war ein schwedischer Orientierungsläufer. 
1974 in Nokia und 1976 in Oslo wurde Lauri Nordischer Juniorenmeister. Bei seiner ersten Weltmeisterschaftsteilnahme 1978 in Kongsberg wurde er mit der schwedischen Staffel Vizeweltmeister, zudem gewann er 1978 in der Gegend um Skara das O-Ringen. 1979 gewannen die Schweden mit Rolf Pettersson, Lauri, Lars Lönnkvist und Björn Rosendahl den Weltmeistertitel, im Einzelwettkampf wurde Lauri Vierter. Bei den Weltmeisterschaften 1983 und 1985 gewann Lauri mit der Staffel noch eine Bronze- und eine Silbermedaille.
Mit der Mannschaft von Almby IK gewann Lauri 1981, 1984 und 1985 unter anderem mit Jörgen Mårtensson die Jukola. 1985 gewann er mit Almby auch die Tiomila und 1981, 1983 und 1985 die schwedische Staffelmeisterschaft. 1979 wurde er schwedischer Meister auf der Langdistanz, 1979 und 1982 auf der Ultralangdistanz und 1978 im Nacht-Orientierungslauf. 

## Platzierungen
| Weltmeisterschaften | Einzel | Staffel |
| ------------------- | ------ | ------- |
| 1978 Kongsberg      | 13.    | 2.      |
| 1979 Tampere        | 4.     | 1.      |
| 1983 Zalaegerszeg   |        | 3.      |
| 1985 Bendigo        | 8.     | 2.      |

| Nord. Meisterschaften | Einzel | Staffel |
| --------------------- | ------ | ------- |
| 1977 Joensuu          | 3.     | 3.      |
| 1980 Borlänge         | ?      | 2.      |